# 真秀場號列車
真秀場（日语：／）號列車是由西日本旅客鐵道（JR西日本）營運，行走於大阪站至奈良站之間的臨時特別急行列車。
一共設有兩段時期開設「真秀場」號列車，分別為：
1. 在2010年（平成22年）4月至6月之間開辦，當時列車途經東海道本線（梅田貨物線）、大阪環狀線和關西本線（大和路線）。
2. 在2019年（令和元年）起開辦，途經大阪東線和關西本線（大和路線）[1][2][3]

此外，此條目同時記述於同一區間行走的通勤特急「輕巧大和」。

## 概要
在2010年4月1日至6月30日舉行「奈良地方旅遊活動」期間，由於預計會有許多乘客前往奈良。為了方便乘客，因此在主會場平城宮跡會場舉行活動期間開設了臨時列車「真秀場」。
2010年是平城京遷都1300年，以奈良市平城宮遺址作為主會場，舉行了平城遷都1300年祭。當時奈良縣和JR6間公司均贊助了此活動。行走區間和途經路線與1988年（昭和63年）舉行奈良·絲綢之路博覽會期間時開辦的會場連接快速相同。
自1967年（昭和42年）10月1日起，一度沒有日本國有鐵道（國鐵）、JR的定期特急列車於奈良縣內行走或途經奈良站。在當日前，最後一架定期特急列車為行走於名古屋站至東和歌山站（現時：和歌山站）之間的「飛鳥」，途經關西本線和阪和貨物線。隨後經過21年，於1988年（昭和63年）至翌年1989年（平成元年）之間開設了臨時列車「白濱」，當時行走於京都站至白濱站之間，途經奈良線、關西本線和阪和貨物線。但是「飛鳥」和「白濱」均不會途經八尾站至天王寺站之間的關西本線。而2010年的「真秀場」是成為首個特急列車途經上述區間。
在2019年8月，作為大阪東線全線開業（同年3月16日）的契機，為了吸引山陽新幹線岡山站以西的乘客在新大阪站轉乘列車前往奈良市方向，因此發表了開設臨時特急「真秀場」。該列車於同年11月至12月上旬之星期六及假日行走。新大阪站至奈良站之間不停站運輸，而2010年的「真秀場」設有中途停車站。
當時該列車的目的是為了解決大阪與京都兩地外國遊客擁堵問題，吸引遊客前往奈良觀光，同時振興奈良的旅遊業發展。並且計劃未來把該列車定期化和變為全年行走。但是實現上，現時阪奈之間已設有設近畿日本鐵道特急這個競爭對手，而JR只有直通至新大阪站這個優勢以進行對抗。另一方面，隨著增加了旅客前往奈良縣觀光，使近鐵在奈良縣內經營的相關公司（例如的士和巴士公司）預期帶來更多利潤。

## 列車名稱的由來
列車名稱（真秀場）是古老的詞語，意思是「美妙的地方」和「宜居的地方」。這個詞語多數在舊大和國（其領域相當於現時的奈良縣）使用。在平城遷都1300年紀念祭中，於奈良縣內舉行的活動和設施名稱也會出現那詞語。由於此列車是主要目標乘客是前往奈良縣的觀光客，因此選定該詞語作為列車名稱。

## 真秀場（2010年）
在2010年4月1日，以及同年4月至6日的星期六及假日開設臨時特急「真秀場」。班次方面，上午班次是從新大阪前往奈良，下午班次是從奈良前往新大阪，在每個運輸日設有1個往返班次。列車編號是使用東海道本線的系統，分別為（下行班次，前往奈良）9093M和（上行班次，前往新大阪）9094M。
去程和回程班次均會派發不同設計的紀念乘車證。另外，前往奈良的班次中，會隨機抽選部分乘客，他們可獲得奈良的土產紀念品，在回路的紀念乘車證中會印上抽獎編號。
在6月27日最後一天行走時，車站職員等職員會穿著明治時代的制服，奈良站長會在月台上作出出發信號，指示列車可出發。
- 乘車位置標示（奈良站）
- 車內的樣子。在拍攝當日，平城遷都1300年祭的吉祥物「遷都君（日语：せんとくん）」（當時）也乘坐「真秀場」列車。

### 停車站
- 新大阪站 - 天王寺站 - 王寺站 - 法隆寺站 - 奈良站
  - 當時在梅田貨物線的大阪站還未開業。

### 使用車輛與編成
「真秀場」使用了大和路Liner所使用的381系電動列車（國鐵色編成，來自日根野電車區），以6卡編成行走。當中4卡為指定席和2卡為自由席（在4月1日只有指定席），沒有連結綠色車廂。

### 車費與費用計算
此列車由於途經梅田貨物線，因此不會途經大阪站（當時梅田貨物線還未設有大阪站）。車票與特急票會與途經梅田貨物線的列車（「遙」和「黑潮」等）一樣，以途經大阪站計算。另外由於整個行車區間都是在大都市近郊區間內，根據相關規定，從塚本站以西的大阪近郊區間之普通車費計算中，會以途經京橋、放出和新加美作計算（當時大阪東線新大阪至放出之間還未開業）。特急費用方面，根據途經特定區間規定，以途經京橋和天王寺作計算。
另外關於特急費用，整個區間都是B特急費用範圍內。隨著開設特急「真秀場」，天王寺站至八尾站之間也納入B特急費用區間（在八尾站至奈良站之間，1989年3月時間表修正前由於特急「白濱」曾經行走該區間，因此於當時已經設定為B特急費用區間）。在2010年3月號的時間表中，提及了B特急費用區間的新適用範圍。
另外，JR西日本新設了名為「真秀場團體特急票」的優惠票，適用於2至3名團體客使用，優惠票可以以一個較平宜的價錢乘坐特急「真秀場」的指定席。該優惠票不可以1人使用。
| 乘坐區間                      | 2人用     | 3人用     | 平均每人費用 （通常的指定席特急費用） |
| ----------------------------- | --------- | --------- | ------------------------------------- |
| 新大阪⇔王寺、法隆寺、奈良之間 | 1,000日圓 | 1,500日圓 | 500日圓 （1,450日圓）                 |
| 天王寺⇔王寺、法隆寺、奈良之間 | 800日圓   | 1,200日圓 | 400日圓 （1,140日圓）                 |

## 真秀場（2019年〜）
在2019年11月2日至12月8日的星期六及假日（共13日）開設臨時特急「真秀場」。班次方面，上午班次是從新大阪前往奈良，下午班次是從奈良前往新大阪，在每個運輸日設有1個往返班次。上下行列車班次的時間表是配合轉乘山陽新幹線的時間而定。在2019年3月，大阪東線全線開通，特急「真秀場」從開辦日起已途經該線，中途沒有停車站（但是由於需要進行乘務員交班，列車會在久寶寺站作運輸停車）。列車編號是使用關西本線的系統，分別為（下行班次，前往新大阪）9021M和（上行班次，前往奈良）9022M。在翌年2020年的3月至6月曾經計劃繼續開辦該臨時列車，但是受到新冠疫情影響，在5月起所有班次暫停服務，在7月沒有公布開辦相關班次。在2022年8月22日至30日的星期六及假日（共4日），特急「真秀場」重開，另外於9月5日至27日的星期六及假日（共10日）也開設相關班次。在10月起未有公布將會開辦特急「真秀場」。在2023年春季起，從3月25日至6月11日的星期六及假日（共16日），再次開設特急「真秀場」。適逢於當年春季，大阪東線延伸至大阪站，特急「真秀場」從新大阪站到發改於大阪站的地底月台到發。在站內設有專用的列車愛稱標示。

### 停車站
- 大阪站 - 新大阪站 - 奈良站
  - 途經大阪東線和關西本線（大和路線）[2]

### 使用車輛與編成
「真秀場」使用了黑潮所使用的287系電動列車（載客量178人），以3卡編成行走。1、2號車廂是指定席，3號車廂是自由席，沒有連結綠色車廂。(在2023年春季的班次中，所有車廂都是指定席)

### 費用
另外關於特急費用，整個區間都是A特急費用範圍內。在通常時期，指定席特急費用為1,730日圓，自由席特急費用為1,200日圓。
此列車的特急票可透過網上預約服務e5489預訂。另外，使用e車票和e免票的乘客，指定席特急費用只需1,200日圓。
在2023年春季的班次中，設有名為「真秀場免票特急票」的優惠票。該優惠票中，指定席特急券費用只需要860日圓。
- 到達奈良站的特急「真秀場」號（2019年11月30日）
- 乘車位置標示（奈良站）
- 到達奈良站的特急「真秀場」號（2020年4月26日）。當日是2020年春季最後一日行走特急「真秀場」號。

## 輕巧大和

### 運行概要
在2024年3月16日時間表修正起開始營運。「輕巧大和」是在民營化後，首架於奈良縣內行走的定期特急列車。若計算國鐵時代，這是自1967年「飛鳥」廢除，在約57年後再次設有定期特急列車於奈良縣內行走。另外，這是繼「遙」、「輕巧琵琶湖」和「樂樂播磨號列車」後，第四個只於都市網絡內行走的特急列車（「琵琶湖特快」於同日時間表修正改名為「輕巧琵琶湖」）。「輕巧大和」的前身是在1988年3月13日至2011年3月11日之間，從木津站前往JR難波站及從大阪站（地面月台）前往加茂站的座位定額制列車（Home Liner）「大和路Liner」，該列車在13年後升級為特急並重開。列車編號與上述的「真秀場（2010年）」相異，不是按東海道本線的行走方向而定列車編號，而是按關西本線的行走方向而定列車編號，因此下行編號為（前往新大阪）1091M，上行（前往奈良）為1092M。
在開設此列車同時，直通至大阪環狀線的區間快速和途經大阪東線的直通快速也加入收費座位「快速 快樂Seat」，以加強大和路線的確保座位服務

### 停車站
奈良站 - 郡山站 - 大和小泉站 - 法隆寺站 - 王寺站 - 久寶寺站 - 天王寺站 - 大阪站 - 新大阪站
- 列車在大阪站是停靠地底月台。
- 在大和路線內的停車站與大和路快速及各種快速列車相同。

### 使用車輛·編成
「輕巧大和」使用來自吹田綜合車輛所日根野支所所屬的287系（3卡編成）（座位數178個）。所有車輛都是指定席，沒有連接綠色車廂。

### 費用
| 區間                 | 普通車廂指定席費用 （通常日期） | J-WEST無票費用 |
| -------------------- | ------------------------------- | -------------- |
| 奈良⇔天王寺·大阪之間 | 1,290                           | 650            |
| 奈良⇔新大阪之間      | 1,730                           | 750            |
| 王寺⇔天王寺之間      | 1,290                           | 600            |
| 王寺⇔大阪·新大阪之間 | 1,290                           | 650            |

「J-WEST無票」是在e5489專用的網上預約系統中購入的票類。乘客可使用智慧型手機進行預約，並且使用信用卡結帳即可購買。車票可於乘車日1日前至當日購買，沒有兒童票。

## 注腳
1. 1 2 3 4 5 6   (新闻稿). 西日本旅客鐵道. 2019-08-22  [2019-08-22]. （原始内容存档于2023-04-04） （日语）.
2. 1 2 3  . 乗りものニュース. 2019-08-22  [2019-08-22]. （原始内容存档于2023-05-12） （日语）.
3. 1 2   (PDF) (新闻稿). 西日本旅客鐵道. 2020-01-17  [2020-01-18]. （原始内容存档 (PDF)于2023-12-10） （日语）.
4. ↑  平成20年5月19日（月）臨時記者会見[]（日語） - 奈良縣
5. ↑  奈良デスティネーションキャンペーン 臨時特急「まほろば」号 運行開始！ 的存檔，存档日期2010年3月17日，.（日語） - 西日本旅客鐵道新聞稿 2010年1月22日
6. ↑  . 產經新聞.   [2019-11-05]. （原始内容存档于2023-04-04） （日语）.
7. ↑  . 鉄道チャンネル.   [2019-11-05]. （原始内容存档于2023-05-29） （日语）.
8. ↑  臨時特急「まほろば」号ラストランとデスティネーションキャンペーン引継ぎ式の開催について 的存檔，存档日期2010年6月26日，.（日語） - 西日本旅客鐵道新聞稿 2010年6月22日
9. ↑  臨時特急"まほろば"の運転終了 （页面存档备份，存于）（日語） - 《鐵道迷》交友社 railf.jp 鐵道新聞 2010年6月28日
10. ↑  《JTB時刻表 2010年3月号》JTB p.989
11. ↑   (新闻稿). 西日本旅客鐵道. 2010-04-14. （原始内容存档于2010-06-25） （日语）.
12. ↑  . 西日本旅客鐵道.   [2019-11-04]. （原始内容存档于2019-11-04） （日语）.
13. ↑  . 西日本旅客鐵道.   [2019-11-04]. （原始内容存档于2019-11-04） （日语）.
14. ↑   (PDF) (新闻稿). 西日本旅客鐵道. 2020-04-06  [2020-04-20]. （原始内容存档 (PDF)于2020-04-06） （日语）.
15. ↑   (PDF) (新闻稿). 西日本旅客鐵道. 2020-04-20  [2020-04-20]. （原始内容存档 (PDF)于2023-03-20） （日语）.
16. ↑   (PDF) (新闻稿). 西日本旅客鉄道. 2020-06-19  [2020-08-23]. （原始内容存档 (PDF)于2024-01-23） （日语）.
17. ↑   (PDF) (新闻稿). 西日本旅客鐵道. 2020-07-21  [2020-08-23]. （原始内容存档 (PDF)于2023-01-25） （日语）.
18. ↑   (PDF) (新闻稿). 西日本旅客鐵道. 2020-08-21  [2020-08-23]. （原始内容存档 (PDF)于2023-01-25） （日语）.
19. ↑  . JRおでかけネット. 西日本旅客鉄道.   [2019-11-02]. （原始内容存档于2023-04-04） （日语）.
20. ↑   (PDF). JRおでかけネット. 西日本旅客鐵道.   [2019-11-06]. （原始内容存档于2019-11-06） （日语）.
21. ↑   (PDF). JRおでかけネット. 西日本旅客鐵道.   [2019-11-06]. （原始内容存档于2023-04-04） （日语）.
22. ↑  . tickets.jr-odekake.net.   [2023-01-20]. （原始内容存档于2023-01-20） （日语）.
23. 1 2 3   (PDF) (新闻稿). 西日本旅客鉄道近畿統括本部. 2023-12-15  [2023-12-15]. （原始内容 (PDF)存档于2023-12-15） （日语）.
24. ↑  . 2024-03-16  [2024-03-18]. （原始内容存档于2024-08-04） （日语）.
25. 1 2 3   (PDF) (新闻稿). 西日本旅客鉄道. 2024-01-30  [2024-02-01]. （原始内容存档 (PDF)于2024-03-14） （日语）.

## 外部連結
- 臨時特急「まほろば」号 運行開始：JRおでかけネット （页面存档备份，存于）（日語） - JR出行網